# 愛の陽差し〜アモーレ・ミオ〜
「愛の陽差し〜アモーレ・ミオ〜」（あいのひざし アモーレ・ミオ）は、テレサ・テンの日本での通算24枚目のシングル曲である。1992年5月27日にトーラスレコードから8センチCD（規格品番：TADL-7332）とカセットテープ（規格品番：TASL-7332）形式でリリースされた。

## 概要
タイトル曲「愛の陽差し〜アモーレ・ミオ〜」とカップリング曲「夢立ちぬ」は、荒木とよひさが作詞、三木たかしが作曲を務めている。
ジャケット写真は、テレサ・テンの最後の恋人であるフランス人のステファン・ピエールが撮影した（ジャケット裏ではPhoto by Stephane Puelと表記されている）。

## 収録曲
（全作詞：荒木とよひさ、作曲：三木たかし、編曲：若草恵）
1. 愛の陽差し〜アモーレ・ミオ〜
2. 夢立ちぬ
3. 愛の陽差し〜アモーレ・ミオ〜（オリジナル・カラオケ）
4. 夢立ちぬ（オリジナル・カラオケ）